# Zuzana Šulajová

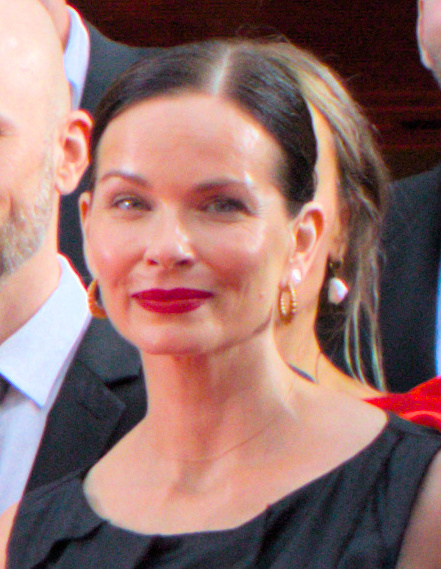
Zuzana Šulajová im Jahr 2025

Zuzana Šulajová (* 14. Juli 1978 in Martin, Tschechoslowakei) ist eine slowakische Schauspielerin und Fotografin.

## Leben
Zuzana Šulajová stammt aus einer Schauspielerfamilie und wurde 1978 in Martin im slowakischen Teil der damaligen Tschechoslowakei geboren. Ihr Vater ist der Drehbuchautor Ondrej Šulaj, ihre Mutter die Schauspielerin Anna Šulajová. Ihre Schwester ist als Regisseurin und Schauspielerin tätig. Bereits im Alter von sieben Jahren spielte sie in dem Film Stille Freude (im Original Tichá radost) eine Rolle. Bekanntheit erlangte sie mit der Hauptrolle in dem Film Der Garten, bei dem ihr Vater einer der Drehbuchautoren war. Für ihre Leistung erhielt sie eine Nominierung für den Český lev („Böhmischer Löwe“) als Beste Hauptdarstellerin. Zehn Jahre später erhielt sie für den Film O dve slabiky pozadu eine Nominierung für den slowakischen Filmpreis Slnko v sieti („Sonne im Netz“), ebenfalls als Beste Hauptdarstellerin.
Neben ihrer Arbeit als Schauspielerin ist sie eine erfolgreiche Fotografin. Sie studierte von 1993 bis 1997 das Fach Fotografie an der Hochschule für Bildende Künste Bratislava und ab 1997 an der Akademie für Kunst, Architektur und Design Prag. In ihrer Arbeit interessiert sie sich vor allem für Mode-, Porträt- und Filmfotografie. Sie hat unter anderem für die Zeitschriften Cosmopolitan, Total Film oder Blok fotografiert. Sie war auch schon als Standfotografin tätig.
2011 wurde sie Mutter eines Sohns, Vater ist der Schauspieler Jan Révai.

## Filmografie
- 1986: Tichá radost
- 1995: Der Garten
- 2005: O dve slabiky pozadu
- 2025: Broken Voices (Sbormistr)